# 田坂義詮
田坂 義詮（たさか よしあき）は、戦国時代の武将。沼田小早川氏の家臣。田坂氏5代当主。安芸国稲村山城主。後に出家して善慶（ぜんけい、全慶とも）と号した。

## 出自
田坂氏は小早川氏8代当主・小早川貞平の次男・土倉夏平を祖とした小早川氏の庶流とされ、小早川春平により下野国より招かれたとも、美濃国の浪士から身を起こしたともされる。
初代・田坂義忠（官位は右馬允）が応永元年（1394年）、安芸沼田荘小坂郷の領主として封じられて稲村山城を築城の後、喜範、喜政、善親と代々沼田小早川家の執権職を勤めた。義詮は田坂氏の5代目にあたる。

## 生涯
文亀2年（1502年）、誕生。
義詮の代になり、毛利氏から小早川隆景を養子として迎えた竹原小早川氏が勢いを増す一方、宗家にあたる沼田小早川家は、高山城下の土砂堆積による海退によって収益の拠点を失いつつあり、13代扶平、14代興平、15代正平の当主3代の早逝、及び16代当主である繁平の失明などによってその立場を脅かされていた。そのため、隆景を沼田小早川家に迎えようとする一派と、沼田小早川家の当主は小早川一族から出すべきとする一派の対立が沼田小早川家中で起こり、繁平の後見人でもあった義詮は後者の中心人物となった。
しかし、隆景の実父・毛利元就からの圧力などもあり、最終的には隆景が沼田小早川家も相続する事となった。そして正式に沼田小早川家を相続した隆景は、天文16年（1547年）1月16日に隆景の相続に反対した一派の粛清を行い、義詮は高山城内で日名内玄心により暗殺された。その後、竹原小早川家家臣の乃美宗勝らの襲撃により稲村山城も落城し、戦国武将としての田坂氏は絶えた。墓は広島県三原市小坂町の稲村山城址にある。また、子・頼賀の墓は広島県尾道市の観音寺にある。

## 居城

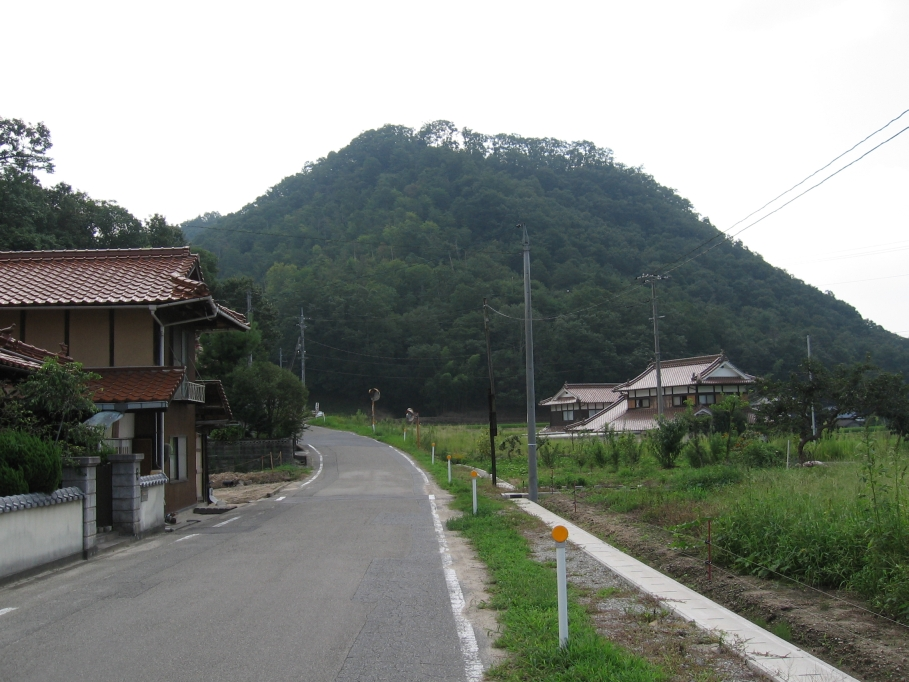
稲村山城址

田坂氏の居城は安芸国沼田荘小坂郷（現在の広島県三原市小坂町）の稲村山城である。この城は沼田小早川氏の居城である沼田荘本郷の高山城（広島県三原市高坂町）を眺望することができる位置にあった。

## 末裔
義詮の暗殺に伴い、子の頼賀・頼兼も殺害された。しかし、子の規仲（出家して孝春と改名、慶照寺を創建し住職となる）、また弟の善應は出家することで粛清を免れた。規仲（孝春）の末裔は現在も広島県府中市にある慶照寺の住職を務めており、現在の住職は第14代の田坂英俊である。
一方、稲村山城主田坂氏の末裔を名乗る家は竹原市・三原市・尾道市に広く残っている。これは、小早川家もしくは小早川寄騎の武将の配下として田坂氏の一族が残り、小早川一族の版図に従って広く分布したものと思われる。

## 関連作品
- 『毛利元就』（1997年、NHK大河ドラマ、演：石山雄大）